# Kujō Moronori
Kujō Moronori (九条 師教) (13 juin 1273 - 13 juillet 1320), fils du régent Kujō Tadanori, est un noble de cour japonais (kugyō) de l'époque de Kamakura (1185–1333). Il exerce la fonction de régent kampaku de 1305 à 1308 et celle de régent sessho en 1308. Son épouse consort est une fille de l'empereur Kameyana; le couple adopte son frère Kujō Fusazane pour fils. Son autre épouse consort donne naissance à Kujō Michinori qui à son tour est adopté par Fusazane.

## Source de la traduction
- (en) Cet article est partiellement ou en totalité issu de l’article de Wikipédia en anglais intitulé « Kujō Moronori » (voir la liste des auteurs).